# دینو پورینی
دینو پورینی (ایتالیایی: Dino Porrini؛ زادهٔ ۲۶ فوریهٔ ۱۹۵۳) دوچرخه‌سوار اهل ایتالیا است. وی بازی‌های المپیک تابستانی ۱۹۷۶ شرکت کرده است.